# Ernest Thomas Morrow
Ernest Thomas Morrow (ur. 21 stycznia 1897 w Waubashene, zm. 25 lipca 1949 tamże) – kanadyjski as myśliwski okresu I wojny światowej. Odniósł 7 zwycięstw powietrznych. Odznaczony Distinguished Flying Cross.
Ernest Thomas Morrow urodził się w  Ontario, Kanada.
Służbę w armii rozpoczął w czerwcu 1917 roku w RFC. Po ukończeniu szkolenia 31 sierpnia 1917, jako pilot został przydzielony do No. 62 Squadron RAF.
Ernest Thomas Morrow pierwsze zwycięstwo powietrzne odniósł 26 marca 1918 roku nad niemieckim samolotem EA w okolicach Nurlu razem z obserwatorem H.E. Merrittem. 3 maja razem odnieśli jeszcze dwa zwycięstwa na południe od Armentières. 10 sierpnia z nowym obserwatorem L.M. Thompsonem zestrzelili dwa samoloty Pfalz D.III w okolicach Péronne. Kolejne podwójne zwycięstwo odnieśli 22 sierpnia w okolicach Pronville. Tego samego dnia Bristol F.2 Fighter pilotowany przez Morrowa został uszkodzony i stanął w płomieniach, a Morrow został ciężko ranny. Pomimo tego Morrow i Thompson wylądowali w okolicach Ficheux. Louis Thompson wyciągnął Morrowa z palącego się samolotu. Obaj zostali przedstawieni do odznaczenia Distinguished Flying Cross, jednak tylko Morrow je otrzymał.